# Tōwa (Iwate)
Tōwa (jap. 東和町, -chō) war eine Stadt im Waga-gun in der Präfektur Iwate in Japan in der Nähe der Landeshauptstadt Morioka.

## Geschichte
Am 1. Januar 2006 wurde die Stadt Tōwa in die Stadt Hanamaki integriert und existiert somit nicht mehr als eigenständige Verwaltungseinheit.

## Bilder